# Rue des Longues-Raies
La rue des Longues-Raies est une voie située dans le quartier de la Maison-Blanche du 13e arrondissement de Paris, en France.

## Situation et accès
La rue des Longues-Raies est desservie par le RER B à la gare de Cité universitaire et par la ligne 3a du tramway d'Île-de-France  aux stations Stade Charléty et Poterne des Peupliers.

## Origine du nom
Elle porte ce nom en référence à un lieu-dit.

## Historique
Ancienne « rue des Glacières », cette voie est ouverte au moment du percement de la ligne de Petite Ceinture qu'elle longe et prend en 1877 son nom actuel. En 1900, son extrémité ouest est fermée, devenant une impasse au-delà de la rue Cacheux, extrémité rouverte en 2012.
Une partie de la voie délimite la ZAC Gare de Rungis

## Bâtiments remarquables et lieux de mémoire
- Les derniers vestiges de l'enceinte de Thiers au niveau de la poterne des Peupliers.